# Пол Русесабаджіна
Пол Русесабаджіна (нар. 15 червня 1954, Мурама, Гітарама) — руандієць, всесвітню популярність здобув після виходу в світ фільму «Готель"Руанда», який був знятий за його спогадами і був номінований на «Оскар». Менеджер готелю в Кігалі, він зумів використати свій вплив і зв'язки, щоб захистити 1 268 цивільних осіб тутсі від хуту і міліції Інтерахамве.
У даний час живе в Бельгії з дружиною, дітьми та двома прийомними племінницями. Раніше працював таксистом у Брюсселі, пізніше відкрив компанію з обслуговування промислового садівництва.

## Біографія
Пол Русесабаджіна народився в окрузі Муханда, який розташований у Південній провінції Руанди. Його батько займався землеробством і мав своє господарство. Пол збирався стати духовним пастирем, однак, захопився Церквою адвентистів сьомого дня і деякий час навіть входив у їх ряди. Від першої дружини Естер Русесабаджіна має трьох дітей (Роджер, Діана і Лус).
Після того, як їх розлучили в 1981 році, Пол пройшов навчання в рамках програми підготовки фахівців, зайнятих у сфері готельного бізнесу і маркетингу («Hotel Management program» у Найробі, Кенія; програма включала в себе також поїздку до Швейцарії). Після повернення зі Швейцарії, Пол влаштувався працювати заступником генерального менеджера в «Готель де Мілль Коллінс». Цю посаду він обіймав з жовтня 1984 року по листопад 1992 року, після чого став генеральним менеджером компанії «Готель Дипломат» у Кігалі.
На даний момент перебуває у шлюбі з Тетяною, з якою познайомився в 1987 році на весіллі друзів. Тетяна належала до народності тутсі і, працюючи медсестрою в лікарні, страждала від дискримінації з боку хуту. Русесабаджіна допоміг їй, і вони зблизилися, після чого вирішили одружитися. У них народилася дочка, яка невдовзі померла. У даний час виховує сина Трезор.

## Відносини з президентом Полем Кагаме
Русесабаджіна і руандійський президент і колишній глава Руандійського патріотичного фронту (РПФ) Поль Кагаме стали відкритими ворогами. В автобіографічній книзі «Звичайна людина» Русесабаджіна заявив, що: 
|  | Сьогодні невелика купка еліти тутсі управляє Руандою на власний розсуд і в своїх інтересах. […] Ті ж деякі хуту, які займають високі пости — пустушки, що не володіють ніякою реальною владою. Їх називають «найманими хуту» або «хуту на побігеньках».Оригінальний текст (англ.) Rwanda is today a nation governed by and for the benefit of a small group of elite Tutsis. […] Those few Hutus who have been elevated to high-ranking posts are usually empty suits without any real authority of their own. They are known locally as Hutus de service or Hutus for hire |

Він також критикував вибори Кагаме в президенти (2003), у яких той набрав 90,5 % голосів, називаючи їх недемократичними.

## Викрадення і ув'язнення
31 серпня 2020 року, вважаючи, що летить чартерним рейсом до Бурунді з Дубаї, він прибув до Кігалі, де був заарештований за дев'ятьма звинуваченнями в тероризмі, пов'язаними з його зв'язками з ФНВ (Фронт Національного Визволення) та збройним крилом ДПР-Іхумуре (англ. Party of Democracy in Rwanda – Ihumure), що взяв на себе відповідальність за теракти в 2018 році, в результаті яких загинули щонайменше дев'ять осіб.
20 вересня 2021 року він був засуджений за звинуваченням у тероризмі до 25 років ув'язнення. 18 березня 2022 року Робоча група ООН з довільних затримань винесла свій висновок про те, що Русесабаджіна був незаконно викрадений, підданий тортурам і засуджений після несправедливого судового розгляду. Робоча група також встановила, що Русесабаджіна став об'єктом переслідування з боку уряду через його діяльність правозахисника та через його критику уряду Руанди і президента Пола Кагаме з широкого кола питань.
У 2023 році, після відбуття двох років ув'язнення, вирок Русесабаджіни був "пом'якшений президентом Руанди". 24 березня 2023 року прохання Русесабаджіни про помилування було задоволено після втручання США та Катару. Його вирок було замінено на ув'язнення з терміном звільнення 25 березня 2023 року. Після звільнення Пол повернувся до США.